# Erythropitta
Erythropitta és un gènere d'ocells de la família dels pítids (Pittidae). Els membres del gènere es troben principalment al sud-est asiàtic, amb una sola espècie, la pita de Nova Guinea, que s'estén fins al nord-est d'Austràlia. Anteriorment, el gènere estava fusionada amb el gènere Pitta, però basant-se en els resultats d'un estudi filogenètic molecular publicat el 2006, la família Pittidae s'ha dividit en tres gèneres.

## Taxonomia
En un inici, totes les espècies de pites estaven classificades dins del gènere Pitta, l'únic gènere de la família Pittidae, però un estudi de filogenètic molecular del 2006 va descobrir que les pites formaven tres grups separats, el gènere es va dividir i algunes espècies es van traslladar a dos gèneres ressuscitats, Erythropitta i Hydrornis.
El gènere Erythropitta havia estat introduït el 1854 pel naturalista francès Charles Lucien Bonaparte. Posteriorment, es va designar com espècie tipus la pita de Nova Guinea (Erythropitta macklotii).
El nom Erythropitta combina la paraula del grec antic «eruthros» que significa “vermell” i el nom del gènere Pitta.
Les pites d'aquest gènere tenen les parts inferiors de color vermell o carmesí, l'esquena verdosa o blavosa i les cues curtes. Són majoritàriament petites.
Segons la Classificació del Congrés Ornitològic Internacional (versió 15.1, 2025) aquest gènere està format per 13 espècies:
- Erythropitta kochi - pita bigotuda.
- Erythropitta erythrogaster - pita de les Filipines.
- Erythropitta dohertyi - pita de les Sula.
- Erythropitta celebensis - pita de Sulawesi.
- Erythropitta rufiventris - pita de les Moluques septentrionals.
- Erythropitta rubrinucha - pita de les Moluques meridionals.
- Erythropitta macklotii - pita de Nova Guinea.
- Erythropitta novaehibernicae - pita de les Bismarck.
- Erythropitta meeki - pita de Rossel.
- Erythropitta venusta - pita graciosa.
- Erythropitta granatina - pita granat.
- Erythropitta ussheri - pita d'Ussher.
- Erythropitta arquata - pita ardent.